# ショーン・ホア
ショーン・ホア（Sean Hoare、1963年 - 2011年7月17日）は、イギリスの大衆紙の記者。2011年に発覚したニューズ・インターナショナル電話盗聴スキャンダルにおける最初の告発者である。 

## 生涯
ショーンはニュース・オブ・ザ・ワールドでの仕事に生涯を捧げていた。
2010年、同紙の元編集長アンディ・コールソンから留守番電話の盗聴を命令されたとニューヨーク・タイムズに暴露した。
2011年、ニューズ・オブ・ザ・ワールド紙の記事が電話の盗聴によって成り立っていたことを正式に告発する。その後、鼻や足を負傷する事故に遭う。7月18日、ハートフォードシャー州ワトフォードの自宅で死亡した。警察は死因を特定できず、事件性はないと正式に発表した。